# Lycaeides sinica
Lycaeides sinica är en fjärilsart som beskrevs av Forster 1936. Lycaeides sinica ingår i släktet Lycaeides och familjen juvelvingar. Inga underarter finns listade i Catalogue of Life.